# Болквадзе, Георгий Кайхосрович
Георгий Кайхосрович Болквадзе (груз. გიორგი ქაიხოსროს ძე ბოლქვაძე, 1835, Грузия — 1921, Кутаиси) — промышленник родом из Кутаисской губернии, в 1865 году открыл водочный завод в Кутаиси и создал первый грузинский коньяк в заводских условиях.

## Биография
Георгий Кайхосрович Болквадзе родился в 1835 году в селе Бахви (Российская империя), на территории исторической области Гурия на западе Грузии в семье потомственных священнослужителей. Его отец, Кайхосро Болквадзе, не пошел по стопам своих родителей: изучив несколько иностранных языков, он занялся купеческим делом, быстро преуспел, часто ездил в Европу, в Россию. Мать Георгия, Анида, родом из Афин, единственная дочь крупного греческого купца, была женщиной высокообразованной. Она привила сыну любовь к языкам и наукам. Начальную школу Георгий окончил в Кутаиси (Кутаисская губерния, Российская империя), откуда мамин брат забрал его сперва в Константинополь, а потом к дедушке в Афины, где Георгий получил блестящее образование в области земледелия и виноградарства, окончив Академию земледелия, продолжил учебу в Стамбуле, свободно овладел немецким, французским, греческим, русским языками. По возвращении в Грузию в 1865 году Георгий Болквадзе открыл в Кутаиси первый на тот период в Закавказье усовершенствованный водочный завод, о чем свидетельствуют:
- Запись З. Чичинадзе «Представители промышленности и история фамилии Зубалашвили» (Тифлис 1904 г. ст. 119). «В Имерети, на поприще торговли и промышленности появился его благородие Георгий Кайхосрович Болквадзе. Этот энергичный человек взялся за водочное производство и в 1865 г. в г. Кутаиси открыл хороший водочный завод…Георгий Болквадзе выкуривание, дистиллирование, очистку и купажирование изучил у греков. Среди греков он стал таким искусным мастером этого дела, что по возвращении в Грузию свободно сумел открыть водочный завод»;
- Отчет Кутаисского Губернатора (1869 год). «В губернии три частных завода, лесопильный в Поти, винокурный в Кутаиси и шелкомотальный в Зугдиди» (фонд 17.д.8980б ст. 107);
- Статистические сведения «… о состоянии промышленности заводской и фабричной на Кавказе и за Кавказом в 1873 г.» ((К.К.) 1875 г. ст.212) «Водочных заводов нет ни в Тифлисской, Ереванской, Бакинской, Терской, Елизаветопольской… Губернии, только в городе Кутаиси»;
- Этикетки продукции Г. Болквадзе, датированные 1865 годом, из семейной коллекции Н. Г. Шошитаишвили.

В 1865 году, после открытия завода, заложив на хранение выкуренный коньячный спирт и оставив завод на попечение компаньона, Г. Болквадзе направился для изучения новых производственных технологий и приобретения новейшего оборудования сперва в Германию, а далее во Францию.
В 1870 году, женившись на Аквилине Гиоргадзе, он окончательно обосновался в г. Кутаиси. Познания свойств винограда, полученные в Европе, помогли ему создать неповторимые букеты высококачественного винного спирта для производства коньяка, «Натурального» и «Искусственного», Рома, различных сложных ликеров, «Шартреза», «Бенедиктина», «Малахола», «Абсента» и «Хинной водки». Болквадзе вел исследовательскую работу по качественному улучшению известных в то время на мировом рынке напитков, занимался подбором виноматериала и технологических процессов для создания нового вида продукции, широко использовал ингредиенты, привезенные из Франции, Греции, России и стран Азии, а также сведения, унаследованные от предков, умевших изготовить «шараби», «матбухи», «сиканкубины» и т. д.

С 1873 года в отчетах Акцизного Управления водочный завод Георгия Болквадзе упоминался уже как «ликёро-водочный завод», оборудованный медными и ректификационными аппаратами для выкуривания различного спирта. Предприятие имело свой утвержденный торговый знак и логотип с надписью «Болквадзе и Ко. Фабрика ликера, рома, коньяка и абсента. Кутаис», а продукция — продуманный дизайнерский стиль, уникальные цветные этикетки и рекламные листовки, которые печатались в литографии Якшата в Тифлисе на Головинском в доме Читахова, а также прайсы на грузинском, русском и французском языках. 
С 1876 года началось триумфальное шествие продукции Болквадзе по мировым, международным, специализированным и промышленным выставкам. «Старый коньяк № 1» на «Всемирной выставке» в 1876 году в Филадельфии был удостоен наивысшей награды; в 1878 году, на Всемирной выставке в Париже, «Кавказский Натуральный коньяк» получил Большую золотую медаль; в 1889 году, представив на Всемирной выставке в Париже «Искусственный коньяк № 3», Болквадзе был удостоен высшей награды «за особо выдающиеся заслуги в искусстве выявления высших качеств изделий».
«Эта энергичная личность…получила множество наград: с Чикаго, Нью-Йорка, Лондона, Парижа, Италии, Туниса, Ниццы, Берлина и т. д. Всего более 100 наград.» — З. Чичинадзе.
Газета «Иверия» за 1890 год извещала: «Его высокоблагородие Георгий Болквадзе избран членом Французской Академии земледелия и им получен соответствующий диплом из Парижа».
За свою не очень долгую научно-производственную деятельность Георгий Болквадзе стал действительным членом двух Академий: Парижской национальной (1889 г.) и Брюссельской всемирной (1892 г.), был награжден французским орденом «Сельскохозяйственных заслуг (фр. L’Ordre du Mérite agricole)», в 1890 году был избран действительным членом Земледельческой академии Франции (ныне Сельскохозяйственная академия), вписав, тем самым, свое имя в историю производства крепких напитков золотом высшей пробы.
Умер Георгий Болквадзе в 1921 году в городе Кутаиси.
Деятельность Георгия Болквадзе стала краеугольным камнем для масштабного промышленного развития ликеро-водочного производства в Грузии в лице Гутмана, Аданая, Габуния, Челидзе, Ананова, Мюрата, Ольденбургского и т. д. Эстафету коньячного производства в Грузии времен Российской империи конца XIX века принял уже другой выдающийся грузинский ученый, предприниматель и меценат, основатель нескольких коньячных заводов в Российской империи — Давид Захарьевич Сараджишвили (1848—1911).